# 杜罗立普特
杜罗立普特是羅馬帝國不列颠尼亚行省時代的一个鄉鎮，位于现今的劍橋。杜罗立普特一開始是古罗马人於70年建造的一个军事基地。大约五十年后，该军事基地已变为普通鄉鎮。杜罗立普特於公元3世纪衰落，410年羅馬人離開不列顛島後，當地開始荒廢。5世纪末，入侵的撒克逊人开始占据该地区。